# Amadeu Paltor Voltà

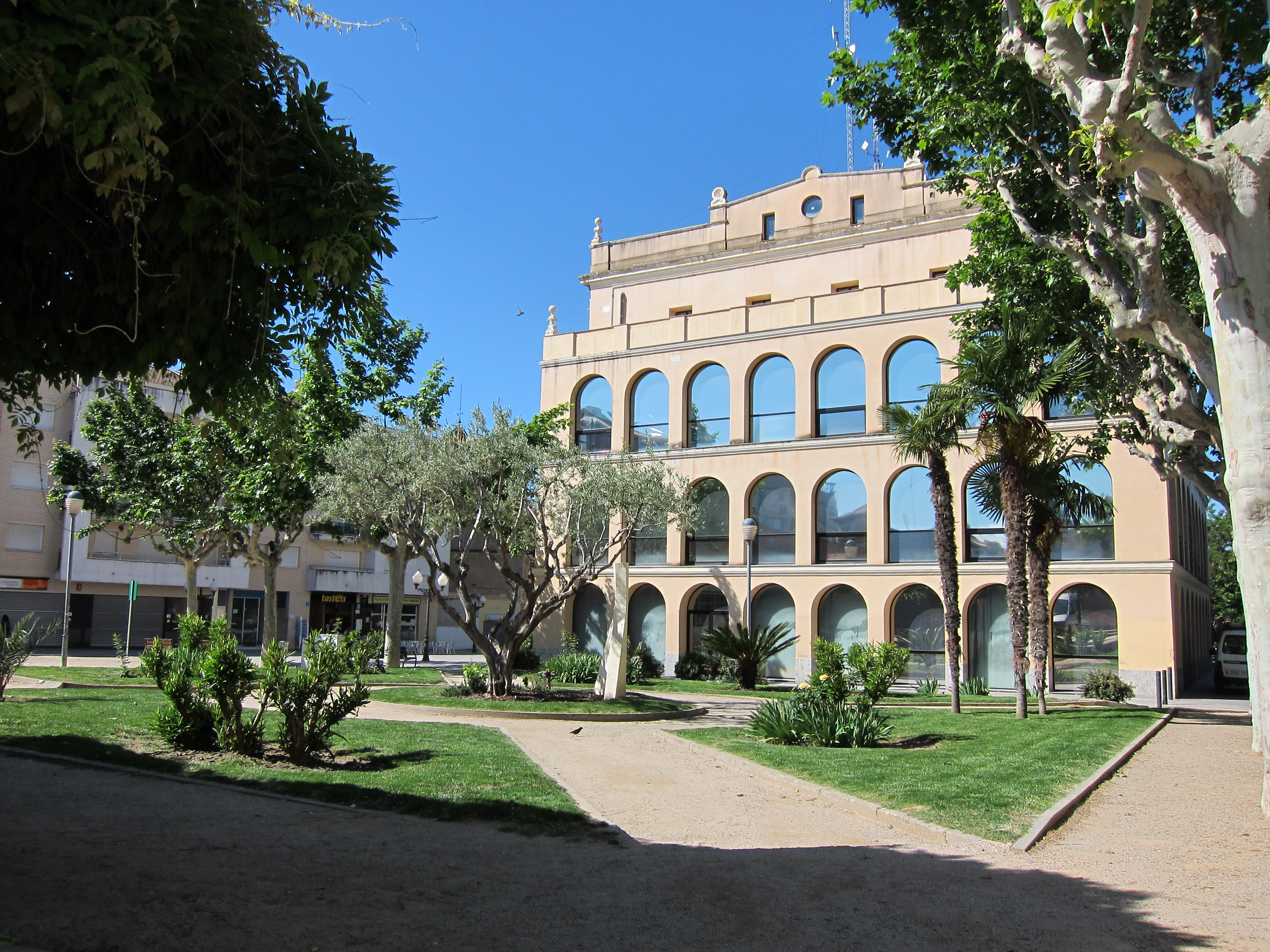
En primer terme, monument a l'agermanament entre Olesa de Montserrat i Weingarten

Amadeu Paltor Voltà (Olesa de Montserrat, 1911 - Benicarló, 1987) fou un escultor català.

## Obres escultòriques destacades

### Olesa de Montserrat[1]
- Monument a Daniel Blanxart i Pedrals al Parc municipal d'Olesa de Montserrat. Fet de pedra i marbre i inaugurat el 1974.
- Monument al doctor Alexander Fleming a Olesa de Montserrat. Fet de pedra i marbre i inaugurat el 1961.
- Monument als Germans Casals al Parc Municipal d'Olesa de Montserrat. Fet de pedra, maó i marbre i inaugurat el 1983.
- Monument a l'agermanament d'Olesa de Montserrat amb Weingarten al Parc Municipal d'Olesa de Montserrat. Fet de formigó i marbre i inaugurat el 21 d'abril de 1984
- Monument als Infants al carrer Argelines d'Olesa de Montserrat
- Plaça de les Fonts d'Olesa de Montserrat, escultura avui inexistent

### Altres municipis
- El Crist a l'altar major de l'església de Valderrobres (Vall de roures)
- Font a la Plaça de Les Fonts d'Olesa de Montserrat.
- Retaule de Sant Antoni a la capella de Sant Josep de la Colegiata Santa María la Mayor
- Retaule de la Verge del Carme a la capella del Carme de la Colegiata Santa María la Mayor
- Imatgeria de l'església de la Zaragoceta
- Església de la residència de les Germanetes dels Ancians Desemparats
- Església de Santa Lucia de Casp
- Font de Valdurrios a la Plaça de la Verge de Casp
- Retaule del Santuari de la Mare de Déu de la Balma[2]